# Zabaikàlets
Zabaikàlets (en rus: Забайкалец) és un poble de l'óblast de Sakhalín, a l'Extrem Orient de Rússia, que el 2013 tenia 203 habitants. Pertany al districte de Poronaisk.